# Adonis vernalis
Adonis vernalis (L., 1753), comunemente nota come adonide gialla o adonide primaverile, è una pianta appartenente alla famiglia delle Ranunculaceae, presente in tutta Europa e Russia asiatica.

## Descrizione
La adonide gialla è una pianta erbacea, con rizoma scuro, dal quale si dipartono più assi fioriferi glabri. Le foglie sono pennatosette. I fiori terminali sono giallo pallido, compaiono ad aprile-maggio. I frutti sono delle polinoci.

## In Italia
Il fiore simbolo del parco nazionale del Gran Sasso e Monti della Laga, è una ranuncolacea dalla vistosa fioritura gialla, a lungo è stata ritenuta estinta in Italia, prima d'esser rinvenuta, alcuni anni fa, nelle vallecole vicine a Castelvecchio Calvisio ed in seguito anche a Barisciano.
Nel 2016 è stata scoperta anche nel vicino parco naturale regionale Sirente-Velino, estendendo l'areale ancora più a sud.

## Usi
La droga viene estratta dalla pianta intera, esclusa la radice. 
Da essa si estrae il principio attivo composto da Cimarina e Adoniside usato in medicina come cardiotonico.